# Chan Sheng Yao
Chan Sheng Yao (ur. 16 marca 1996) – singapurski lekkoatleta, tyczkarz.

## Rekordy życiowe
- Skok o tyczce – 4,82 (2013) były rekord Singapuru